# Andrias Eriksen
Andrias Eriksen (22 de febrero de 1994) es un futbolista feroés que juega en la demarcación de defensa para el B36 Tórshavn de la Primera División de las Islas Feroe.

## Selección nacional
Tras jugar con la selección de fútbol sub-19 de Islas Feroe y la sub-21, finalmente hizo su debut con la selección absoluta el 8 de septiembre de 2019 en un partido de clasificación para la Eurocopa 2020 contra España que finalizó con un resultado de 4-0 a favor del combinado español tras un doblete de Paco Alcácer y otro doblete de Rodrigo Moreno.

## Clubes
| Club            | País        | Año         | Partidos | Goles |
| --------------- | ----------- | ----------- | -------- | ----- |
| B36 Tórshavn II | Islas Feroe | 2013 - 2014 | 17       | 1     |
| B36 Tórshavn    | Islas Feroe | 2014 -      | 174      | 3     |

## Palmarés

### Campeonatos nacionales
| Título                              | Club         | País        | Año  |
| ----------------------------------- | ------------ | ----------- | ---- |
| Primera División de las Islas Feroe | B36 Tórshavn | Islas Feroe | 2015 |